# Amelia (Luisiana)
Amelia é uma Região censo-designada localizada no estado americano de Luisiana, na Paróquia de St. Martin.

## Demografia
Segundo o censo americano de 2000, a sua população era de 2423 habitantes.

## Geografia
De acordo com o United States Census Bureau tem uma área de 
7,5 km², dos quais 6,8 km² cobertos por terra e 0,7 km² cobertos por água. Amelia localiza-se a aproximadamente 1 m acima do nível do mar.

## Localidades na vizinhança
O diagrama seguinte representa as localidades num raio de 24 km ao redor de Amelia. 